# Антигестагены
Антигестаге́ны — класс лекарственных средств, подавляющих действие прогестерона на уровне рецепторов.

## Классификация
Клинически антигестагены делятся на две группы:
1. Селективные модуляторы прогестероновых рецепторов[англ.] (асоприснил[англ.], асоприснила экамат[англ.], лонаприсан[англ.], онапристон[англ.], лилопристон[англ.]).
2. Чистые антагонисты прогестероновых рецепторов (мифепристон).

Также выделяются два типа антигестагенов по механизму действия. Антигестагены I типа блокируют связывание прогестеронового рецептора ДНК, отвечающего за синтез прогестерона. II тип антигестагенов действует через затруднение транскрипции после связывания комплекса мифепристон — рецептор ДНК.

## Применение
Анигестагены, преимущестенно мифепристон, используются для медикаментозных абортов (в сочетании с простагландинами), экстренной контрацепции, регуляции менструального цикла, а также лечения лейомиомы матки, эндометриоза, злокачественных новообразований эндометрия и яичников.